# Михаил Сигизмундович
Михаи́л Сигизму́ндович (католическое имя Болесла́в; в Хронике Быховца именуется Миха́йлушка Жигимо́нтович; 1380-е — 1451 или 1452) — сын великого князя литовского Сигизмунда Кейстутовича, предводитель объединённого войска отца в битве под Вилькомиром. После убийства Сигизмунда в 1440 году оставался претендентом на великокняжеский стол. Был дважды женат, но детей не имел, тем самым став последним представителем рода Кейстутовичей.

## Ранние годы
Место и год рождения Михаила, как и других Кейстутовичей, неизвестны. Его матерью была неизвестная по имени дочь князя Андрея Михайловича Одинцевича. Первое упоминание о сыне Сигизмунда в источниках относится к 1390 году, когда взбунтовавшийся Витовт снова обратился за помощью и защитой к великому магистру Тевтонского ордена. На этот раз магистр, как пишет хронист Иоганн фон Посилге, помня о предательстве Витовта, потребовал от него в качестве гарантии лояльности предоставить заложников, коими стали многие приближённые и соратники князя, в том числе брат Сигизмунд с неназываемым по имени сыном, что подтверждается и другими источниками. Так как о других сыновьях Сигизмунда ничего неизвестно, весьма вероятно, что этим сыном и был Михаил, родившийся, как предполагается, в 1380-е годы.
После нового предательства Витовта заложники оказались не в лучших условиях. Известно, что в 1392—1398 годах Сигизмунд был заточён в крепости Георгенбург, но неизвестно, разделил ли Михаил судьбу отца.
23 апреля в Гродно был подписан прелиминарный мирный договор Витовта с Орденом, в котором конкретно упомянута только необходимость освобождения Сигизмунда, а о других заложниках сказано вкупе. После своего освобождения Сигизмунд стал во всём опираться на Витовта. Согласно историку Адриану Копыстянскому, Михаил, как и его отец, был вынужден крепко держаться за Витовта, так как своих земель не имел и был весьма незначительной фигурой в государстве. Расположение Витовта позволило Сигизмунду добиться закрепления за собой во втором акте Виленско-Радомской унии в случае смерти великого князя Новогродка и других местностей. На подобную милость господаря, вероятно, рассчитывал и Михаил.
Об этом периоде жизни князя Михаила известно мало. Почти всё время он находился при дворе великого князя Витовта, лишь иногда выезжая в Польшу. Об одном из таких визитов рассказывает польский хронист XV века Ян Длугош. В Польше Михаил познакомился с Вавржинцем Зарембой из Калиновы, позднее занявшим высокую должность маршалка, но это знакомство лишь обернулось скандалом. Михаил и Вавржинец спали в одной комнате, и когда у Михаила пропал золотой пояс, подозрение в краже пало на Зарембу. Михаил отрицал вину приятеля, но слухи быстро распространились и, поддерживаемые недоброжелателями Вавржинца, сильно испортили его репутацию. В 1426 году великий князь Витовт, опираясь на показания Михаила, выдал Зарембе письменное свидетельство, восстанавливающее его честь.
C 1427 по 1429 годы Михаил находился при дворе великого магистра Тевтонского ордена Пауля фон Русдорфа. Вероятно, он был отправлен в Орден самим Витовтом, что можно заключить из того, что реляция посла крестоносцев комтура Бальги Витовту от 18 октября 1429 года содержит положительный отзыв о службе Михаила. Целью пребывания князя в Ордене было обучение военной науке. В то время многие европейские монархи и знатнейшие особы посылали своих людей для овладения военным мастерством в Орден, слывший главной военной школой в Европе.
Копыстянский отмечает, что в этот период своей жизни Михаил породнился с мазовецким двором, взяв в жёны дочь Земовита IV Анну, которая, по словам Длугоша, слыла своей красотой. Дата свадьбы неизвестна, но, по мнению историка, она должна была состоятся до 26 мая 1427 года, так как этим числом датировано письмо, в котором сын Земовита Тройден называет Михаила «брат мой дражайший» (лат. frater noster carissimus). К тому же, Длугош, повествуя о смерти Земовита в 1426 году, говорит о замужестве Анны как о свершившемся факте. Согласно специалисту по генеалогии Гедиминовичей польскому историку Яну Тенговскому, Анна не могла быть женой Михаила, так как умерла в девичестве ранее 1427 года.

## Борьба за власть между Сигизмундом и Свидригайло
27 октября 1430 года в Троках неожиданно скончался Витовт. После его смерти положение Михаила практически не изменилось: великим князем был избран Свидригайло Ольгердович, а не его отец. Первоначально Сигизмунд поддержал нового правителя и не мыслил о занятии трона, но когда Свидригайло открыто проявил стремление порвать с Польшей и вступил с ней в конфликт из-за Подолья, для Сигизмунда и его сына представился шанс.
Свидригайло развернул активную дипломатическую деятельность: заключил направленный против Польши союз с Тевтонским орденом, заручился поддержкой молдавского господаря, новгородцев и таборитов. Польская сторона ответила на это созданием собственной партии в Великом княжестве Литовском, главой которой в качестве претендента на великокняжеский стол должен был стать Сигизмунд. Подробности переговоров Сигизмунда с поляками неизвестны. Известно лишь, что в формировании заговора основную роль играли два польских посольства, отправленных в Литву 20 мая и 30 июля 1432 года соответственно. В состав посольств входили епископ куявский Ян и Вавржинец Заремба. Согласно Длугошу, Вавржинец получил секретный приказ настроить против Свидригайло литовских князей, а особенно Сигизмунда, которые должны были скинуть Свидригайло и поставить на его место Сигизмунда.
Противники Свидригайло действовали решительно. В ночь на 1 сентября 1432 года был совершён государственный переворот: на Свидригайло, на ночь остановившегося в Ошмянах, было совершено покушение. Неизвестно кем предупреждённый Свидригайло смог бежать в Полоцк, но инициатива перешла в руки его противников. При поддержке поляков великим князем литовским был избран Сигизмунд, обязавшийся восстановить унию. В короткий срок Сигизмунд смог привести к присяге знать Жемайтии, Литвы, а также Минска и Берестья. Власть Сигизмунда не признали в восточной и южной частях Великого княжества Литовского, где великим князем по-прежнему считали Свидригайло. 15 октября того же года в Гродно была заключена новая уния, носившая противоречивый характер. Согласно акту унии, польская сторона признавала великим князем литовским Сигизмунда, но после его смерти Великое княжество Литовское должно было полностью перейти под власть Польши, хотя в документе несколько раз упоминаются будущие великие князья литовские, которые должны будут выбираться по обоюдному согласию сторон.
Описываемые события напрямую касались и Михаила. По мнению Копыстянского, акт Гродненской унии недвусмысленно указывает на то, что после смерти великокняжеский титул должен был перейти Ягайло, или, скорее, одному из его сыновей. Таким образом, Михаил, хотя и был единственным сыном великого князя литовского, не мог претендовать на наследование отцовского титула. 18 октября того же года был издан отдельный документ, касающийся князя Михаила, который по своей сути был ничем иным, как его отречением от великокняжеского титула и обещанием не бороться за него в будущем, в том числе не вступать в сговор с иностранными государствами, особенно крестоносцами. Очевидно, что по доброй воле Михаил не стал бы отрекаться от своих прав, а вынужден был это сделать под давлением со стороны поляков. Отчётливо представлял ситуацию и Сигизмунд, начавший предпринимать действия, направленные на обеспечение высокого положения сына и после своей смерти. В тексте Гродненской унии за потомками Сигизмунда закреплялась вотчина («патримониум») Кейстутовичей — Трокское княжество, которым они должны были владеть, во всём подчиняясь своему сюзерену — королю польскому.
Несмотря на общий успех, Сигизмунду ещё предстояло расправиться со своим политическим противником — Свидригайло, который не только не отказался от борьбы, но активизировал действия по созданию коалиции. Кроме русской и литовской знати восточных и южных земель Великого княжества литовского, Свидригайло поддерживали крестоносцы, император Священной Римской империи, некоторые мазовецкие князья и ордынцы. На протяжении трёх лет стороны активно действовали на дипломатическом фронте. Сигизмунд предпринял ряд важных шагов для укрепления своего влияния и расширения числа сторонников: 27 сентября 1432 года был дан важный привилей Вильне о росте населения, 15 октября того же года Ягайло с согласия Сигизмунда издал привилей, уравнивавший в правах православную знать с католической, согласно привилею православные князья и бояре получали гербы от католиков Великого княжества, которые, в свою очередь, получили их по Городельской унии 1413 года от поляков. Привилей 15 октября не был подтверждён королём и остался лишь проектом, пока 6 мая 1434 года Сигизмунд не издал привилей с аналогичным содержанием от своего имени.
В это время не бездействовал и Михаил, который был главным полководцем в войске Сигизмунда. Вероятно, именно действия Михаила повлияли на то, то мазовецкий князь Владислав не соединился с Свидригайло, а был вынужден войти в лагерь Сигизмунда. 7 февраля 1435 года Михаил женился на Евфимии, дочери мазовецкого князя Болеслава III (пол.) и Анны. Чтобы обеспечить жену на случай непредвиденных обстоятельств, князь Михаил с согласия своего отца и литовских бояр передал ей во владение Каменец, Слоним и Волковыск, стоимость которых была оценена в 40 000 венгерских флоринов. В случае, если бы Евфимия умерла бездетной, переданные ей владения должны были быть возвращены Великому княжеству Литовскому, а наследство Михаила могло быть выкуплено у Великого княжества Болеславом III или его преемником за 20 000 венгерских флоринов. Передача владений была подтверждена Сигизмундом в Троках того же числа — 7 февраля 1435 года. Женитьба во время, когда решался исход войны, скорее была совершена из стратегических, нежели личных мотивов. Вероятно, Сигизмунд и Михаил стремились этим браком обеспечить лояльность Болеслава III и обезопасить себя со стороны Мазовии и Тевтонского ордена. Дело в том, что накануне решающей битвы, состоявшейся 1 сентября 1435 года, союзники Свидригайло крестоносцы выставили значительные силы к границе владений Болеслава, вероятно, опасаясь вторжения с его стороны. Копыстянский отмечает также, что передача Евфимии земель от имени Михаила и в силу его собственной княжеской власти говорит о том, что «патримониум», гарантированный Михаилу по условиям гродненской унии, уже находился в его непосредственно распоряжении. Таким образом, уже в феврале 1435 года Михаил имел положение, малоотличимое от положения других литовских князей, титуловался как «Dei gratia Dux Lithuaniae» («Божьей милостью князь литовский»), действовал самостоятельно, хотя и с согласия отца и великокняжеской рады.

### Битва под Вилькомиром
После того как примерно в 1434 году Сигизмунд поручил сыну командование всем войском, возник слух, что он, якобы, отправил польский контингент обратно в Польшу, соединился со Свидригайло и вместе с ним намерен скинуть отца с трона. Этому неправдоподобному слуху не поверил даже комтур Риги, который узнал о нём от комтура Динабурга. Против достоверности этого свидетельства говорит и тот факт, что в случае переворота великокняжеский титул был бы возвращён Свидригайло, и непонятно, в чём заключалась выгода Михаила. Наиболее вероятно, что слух пошёл от того, что как полякам, так и литовцам войска Сигизмунда подолгу не выплачивали жалование, и они готовы были в любой момент перейти на сторону Свидригайло. Тем не менее, дальнейшие события показывают, что слух был необоснованным, так как ключевая роль в победе войска Сигизмунда в решающей битве принадлежала именно Михаилу.
Согласно Длугошу, Сигизмунд приказал сыну оставаться в Троках, а главнокомандующим назначил польского воеводу Якуба из Кобылян — опытного военачальника, участника гуситских войн, что, впрочем, противоречит целому ряду источников. Так, Хроника Быховца в качестве командующего литовским войском называет только Михаила. Известно письмо польского духовника приятелю, находящемуся на соборе в Базеле, в котором говорится, что во главе войска стоял князь Михаил. Вероятно, Якуб командовал польским контингентом, а общее руководство осуществлял Михаил.
В состоявшейся 1 сентября под Вилькомиром на реке Святой битве войска под командованием Михаила одержали полную победу. Войско Свидригайло, состоявшее из полков 25 русских князей, ордынцев, ливонских рыцарей и присланных из Пруссии солдат, было полностью разгромлено. Были убиты магистр Ливонского ордена Франк фон Кирскорф и многие знатные крестоносцы, 13 русских князей, включая мстиславского Ярослава Семёновича, киевского Михаила Семёновича Болобана, вяземского Михаила Львовича и гольшанского Даниила Семёновича. Главнокомандующий армией Свидригайло Сигизмунд Корибутович скончался через несколько дней от полученных на поле боя ран, при этом самому Свидригайло удалось спастись. Уже упоминавшийся польский духовник писал, что это была «битва, подобной которой не было в людской памяти, и которая некоторыми сравнивалась только с состоявшейся 25 лет назад битвой». Столь знаменательная победа не только укрепила власть Сигизмунда, но и способствовала росту авторитета Михаила, так он выступил в качестве свидетеля при заключении Брестского мира 1 декабря 1435 года.
Михаил не замедлил воспользоваться полученным на поле боя преимуществом: он двинулся на Оршу, которая вскоре сдалась, а через некоторое время к Михаилу были присланы послы от смолян, которые также признали великим князем Сигизмунда. Сопротивление оказали только Витебск и Полоцк. Осаждённый Михаилом Витебск упорно оборонялся, получая помощь из Ливонии. Михаил безрезультатно осаждал город в течение шести недель, в то время как его отец начал столь же неудачную осаду Полоцка. Лишь на следующий год, в 1436 году, потеряв слабую надежду но помощь Свидригайло, витебляне и полочане покорились Сигизмунду.

## Княжение Сигизмунда
После битвы под Вилькомиром, одержанной при помощи поляков, политика Сигизмунда резко изменилась. Теперь, когда его трону более ничего не угрожало, он не испытывал необходимости в поддержке со стороны Королевства Польского. Чтобы вынудить Сигизмунда придерживаться условий Гродненской унии, поляки начали оказывать помощь Свидригайло. Всё последующее правление Сигизмунда было наполнено противостоянием с поляками, вызванным конфликтом интересов: Сигизмунд стремился добиться независимости Великого княжества и закрепления трона за своим родом, а поляки жаждали присоединения Волыни и сохранения условий Гроднеской унии.
4 сентября 1437 года во Львове Свидригайло заключил с поляками договор, по которому соглашался передать Волынь под власть Польши, за что за ним сохранялся Луцк. 17 октября на съезде малопольских панов в Серадзе он подтвердил условия договора, но с оговоркой, что Луцким замком будет управлять поляк Викентий Шамотульский. Этот договор был заключён в нарушение Гродненской унии, по которой Волынь признавалась пожизненным владение Сигизмунда. С целью добиться примирения с Сигизмундом в Литву было отправлено польское посольство, в состав которого входили архиепископом гнезненский Викентий Кот, епископ краковский Збигнев Олесницкий, краковский воевода Ян Тенчинский, а также Мартин Славский. Согласно Длугошу, великий князь принял прибывших в Гродно послов вежливо, но добиться от него подтверждения Луцкого договора не удалось никакими средствами.
Тем не менее, посольство не прошло впустую. Сторонами были подтверждены уже существующие соглашения, а кроме того, были приняты и новые условия. Известен документ от 6 декабря 1437 года, изданный в Гродно, в котором подтверждается давняя договорённость о переходе Великого княжества, кроме вотчины Кейстута, под власть короля польского Владислава после смерти Сигизмунда, но также присутствует и новое условие — литовские замки могли быть отданы только тем, кто давал присягу о возвращении их под власть Польши после смерти великого князя. Это соглашение было подтверждено целым рядом влиятельных лиц: виленским епископом Матеем, каштеляном виленским Остиком, виленским воеводой Довгердом и боярином Кезгайло Волимонтовичем. Такой исход дела полностью устраивал и короля Владислава, сына Ягайло, который по достижении совершеннолетия 12 декабря 1438 года подтвердил все права и привилегии, данные Ягайло и им самим Сигизмунду, с формулировкой «за верность короне». Копыстянский отмечает, что при всём при этом верность Сигизмунда Польше была крайне сомнительна.
9 декабря 1437 года скончался император Священной Римской империи Сигизмунд, которому наследовать должен был Альбрехт II Габсбург. Пользуясь замешательством после смерти императора, польская знать решила добиться чешской короны для младшего сына Ягайло Казимира. Понимая возможность потери Чехии, Альбрехт в самом скором времени заключил соглашение с Сигизмундом Кейстутовичем, подбивая его на организацию антипольской диверсии в Литве. Амбициозный Сигизмунд принял решение добиваться при помощи Альбехта восстановления независимости Великого княжества Литовского и разрыва Гродненской унии. Точку зрения Сигизмунда отражает письмо, отправленное им Альбрехту 27 октября 1439 года: «Пусть Ваша милость — писал Сигизмунд — не верит им [полякам], а расценивает эти слова как вымысел и небылицу. Никогда мы не были ничьими подданными. Великое княжество, пока живет людская память, никогда не было никому подвластно, и мы держим его не с рук поляков, а занимаем должность от Бога наследственным правом после наших предшественников. По смерти нашего брата вечной памяти Витовта оно по праву перешло к нам, как на правдивого наследника и мы на этом месте с Божьей помощью никого, кроме Бога, не боимся».
Между тем, предполагаемый тройственный союз между Альбрехтом, Сигизмундом и Тевтонским орденом оказался невозможным из-за тяжёлого положения Ордена. Крестоносцы в лице великого магистра не могли пойти на новую авантюру. В самом Ордене сложилась сильная оппозиция против великого магистра, что не позволяло ему рисковать, нарушая связывавший Орден Брестский мир 1435 года. Впрочем, решающей причиной неудачи в деле формирования антипольской коалиции была не оппозиция, которая была сильна и в Литве, а неожиданная смерть Альбрехта 26 октября 1439 года.
Отношение Михаила к переговорам отца с Альбрехтом не совсем ясно. Противоречивые трактовки вызывает свидетельство, содержащееся в отчете бранденбургского комтура великому магистру о посольстве к Сигизмунду от 22 сентября 1439 года. Согласно этому отчёту, во время пребывания посла в Троках ночью его посетил слуга Михаила, заявивший от имени князя, что тот хочет быть другом великого магистра и выполнит для него любую просьбу. Также слуга сказал, что Михаил хотел бы лично поговорить с комтуром, но не смог этого сделать. Это сообщение дало возможность польскому историку Анатолию Левицкому говорить о том, что Михаил отнюдь не поддерживал планы отца. По его мнению, в Литве некоторые влиятельные лица, в том числе Михаил, были против расторжения отношений с Польшей, при этом Михаил действовал за спиной отца. С такой трактовкой отчёта не согласен Адриан Копыстянский, посчитавший аргументацию Левицкого неубедительной. Согласно Копыстянскому, Михаилу не было никакой выгоды находиться в оппозиции к отцу, так как тот стремился добиться независимости Великого княжества, а следовательно и трона для самого Михаила, бывшего его единственным сыном. Истинную причину тайных переговоров Михаила с Орденом Копыстянский видит в том, что Михаил тем самым стремился найти союзника на случай смерти Сигизмунда и возможной борьбы за трон.
Отношения между Сигизмундом и поляками были восстановлены в полной мере только после того, как 31 октября 1439 года гродненская уния была ратифицирована в полном объёме, а 7 января следующего года была вновь подтверждена Ягайло.